# داني شيتو
دانييل أولوسولا «داني» شيتو Danny Shittu (بالإنجليزية: Danny Shittu)‏، من مواليد 2 سبتمبر 1980 في لاغوس في نيجيريا، لاعب كرة قدم نيجيري.
بدأ مسيرته الكروية مع نادي تشارلتون أثلتك الإنجليزي في عام 2000، ولعب معهم حتى عام 2002، وفي عام 2001 أعير إلى نادي بلاكبول الإنجليزي، ولعب معهم 17 مباراة وسجل هدفين، وفي عام 2001 أعير إلى نادي كوينز بارك رينجرز الإنجليزي، ولعب معهم 7 مباريات وسجل هدف واحد، وفي عام 2002 انتقل إلى نادي كوينز بارك رينجرز الإنجليزي، ولعب معهم حتى عام 2006، وشارك معهم في 162 مباراة وسجل 16 هدف، ومنذ عام 2006 وهو يلعب مع نادي واتفورد الإنجليزي.
منذ عام 2000 وهو يلعب مع منتخب نيجيريا لكرة القدم.

## روابط خارجية
- داني شيتو على موقع الاتحاد الدولي (مؤرشف)  (الإنجليزية)
- داني شيتو على موقع قاعدة بيانات كرة القدم.إي يو (الإنجليزية)
- داني شيتو على موقع ناشيونال فوتبول تيمز (الإنجليزية)
- داني شيتو على موقع Soccerbase.com (لاعب) (الإنجليزية)
- داني شيتو على موقع Soccerway.com (الإنجليزية)
- داني شيتو على موقع عالم كرة القدم.نت (الإنجليزية)
- داني شيتو على موقع كووورة